# Daïra de Bir Mokkadem
La daïra de Bir Mokkadem est une circonscription administrative algérienne située dans la wilaya de Tébessa. Son chef-lieu est situé sur la commune éponyme de Bir Mokkadem.
La daïra regroupe les trois communes de Bir Mokkadem, Guorriguer et Hammamet.